# 耶稣会学院 (库特纳霍拉)

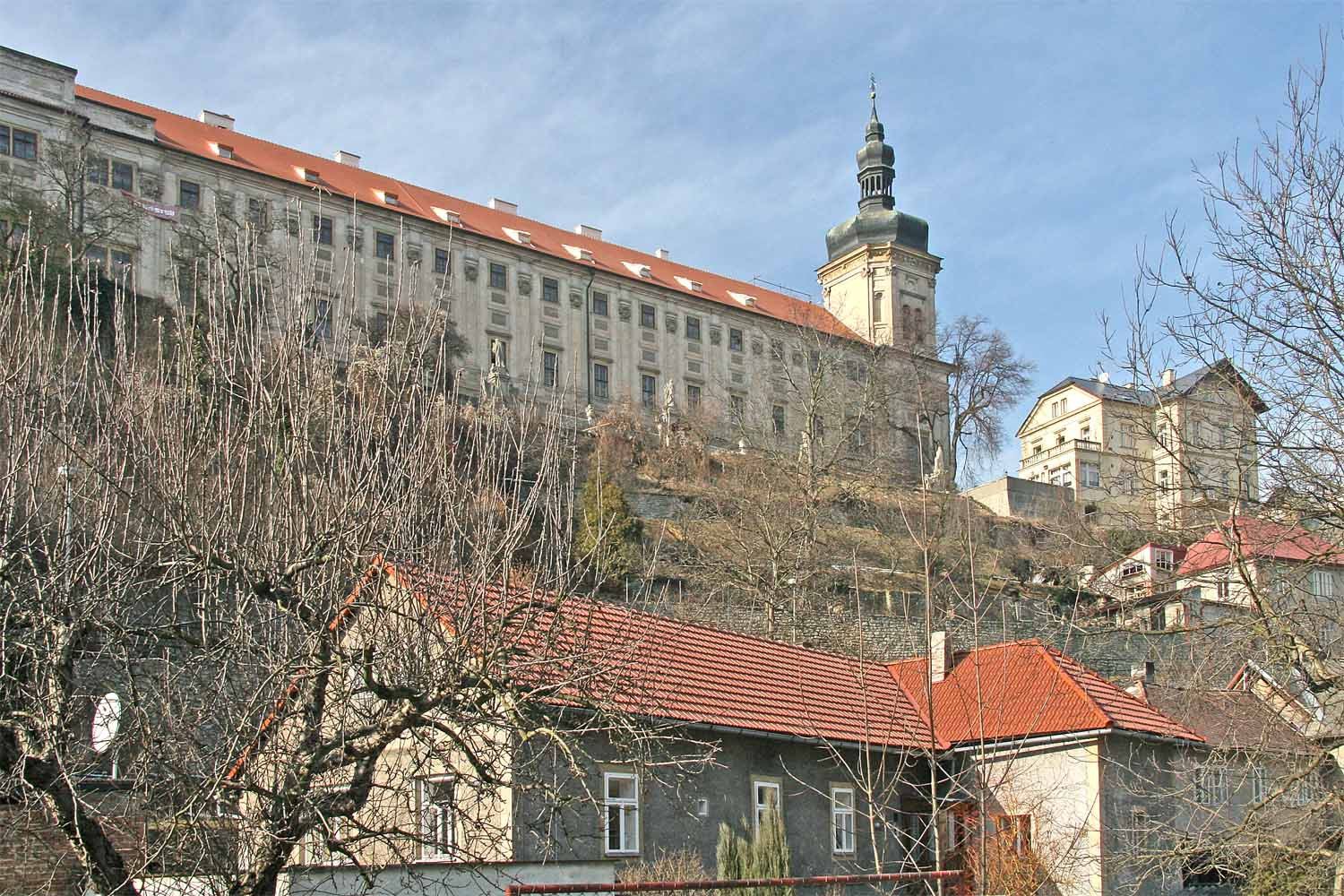
耶稣会学院

库特纳霍拉耶稣会学院（Jezuitská kolej v Kutné hoře）是一座巴洛克建筑，兴建于1667年–1750年，设计者是布拉格的意大利建筑师 Giovanniho Domenica Orsiho。

## 历史
1624年，斐迪南二世批准在库特纳霍拉开办耶稣会学院，1633年4月18日颁布法令。